# Fargesia rufa
Fargesia rufa ist eine Bambus-Art der Gattung Fargesia. Bei dem als 'Fargesia 'Rufa' vermarkteten Kultivar handelt es sich um eine andere Art.

## Beschreibung
Fargesia rufa wird aufgrund seines kompakten Wuchses 2,5 bis 3,5 Meter hoch. Die Halme haben einen Durchmesser von 8 bis 10 Millimetern. An jedem Knoten sind 6 bis 16 Zweige. Die Halmscheiden sind schmal dreieckig, rotbraun und viel länger als das Internodium. Die Blätter sind 6 bis 10 Zentimeter lang und 6 bis 8 Millimeter breit.

## Verbreitung
Fargesia rufa kommt im Westen von China vor im nördlichen Sichuan und im südlichen Gansu. Dort wächst die Art in Höhen von 1600 bis 2300 Metern.

## Ökologie
Fargesia rufa wird aufgrund seines kompakten Wuchses und seiner Winterhärte häufig als Zierpflanze außerhalb seines natürlichen Verbreitungsgebiets verwendet. Wie alle anderen Arten der Gattung Fargesia bildet Fargesia rufa keine Ausläufer. Im Vergleich zu Fargesia murielae und Fargesia nitida hat Fargesia rufa die doppelte Wachstumsrate und reagiert schneller auf Schäden durch Pflanzenfresser oder die Umwelt.
Die Triebe sind Nahrungsquelle für den Großen Panda.

## Taxonomie
Fargesia rufa wurde 1985 von Tong Pei Yi in Journal of Bamboo Research Band 4 Teil 2 Seite 27 erstbeschrieben.